# Market Art Fair
Market Art Fair är en konstmässa baserad i Stockholm. 
Market Art Fair grundades 2006 av sex nordiska gallerier. Under de första åren arrangerades mässan på Konstakademien men flyttade till Liljevalchs Konsthall 2014 och 2015. 2018 är mässan tillbaka på Liljevalchs efter att konsthallen genomgått renovering. Mässan hölls 2016 i en temporär lokal på taket till Gallerian i Stockholm och på Färgfabriken i Liljeholmen, Stockholm. 
Market Art Fair har kallats ett "ett svenskt Art Basel i miniformat". På mässan ställer varje år ett trettiotal nordiska gallerier ut konstnärer från Norden och övriga världen. Gallerierna ansöker om att få ställa ut på Market Art Fair och måste godkännas av en uttagningskommitté. Urvalet har utsatts för kritik gällande nepotism. Sedan 2018 års mässa leds uttagningskommittén av Lars Nittve.